# بروواری
بروواری (به روسی: Бровари) شهری در استان کیف در کشور اوکراین واقع شده‌است. جمعیت این شهر ۱۰۹,۴۷۳ نفر (۲۰۲۱ تخمینی) است.